# Luigi Barlassina

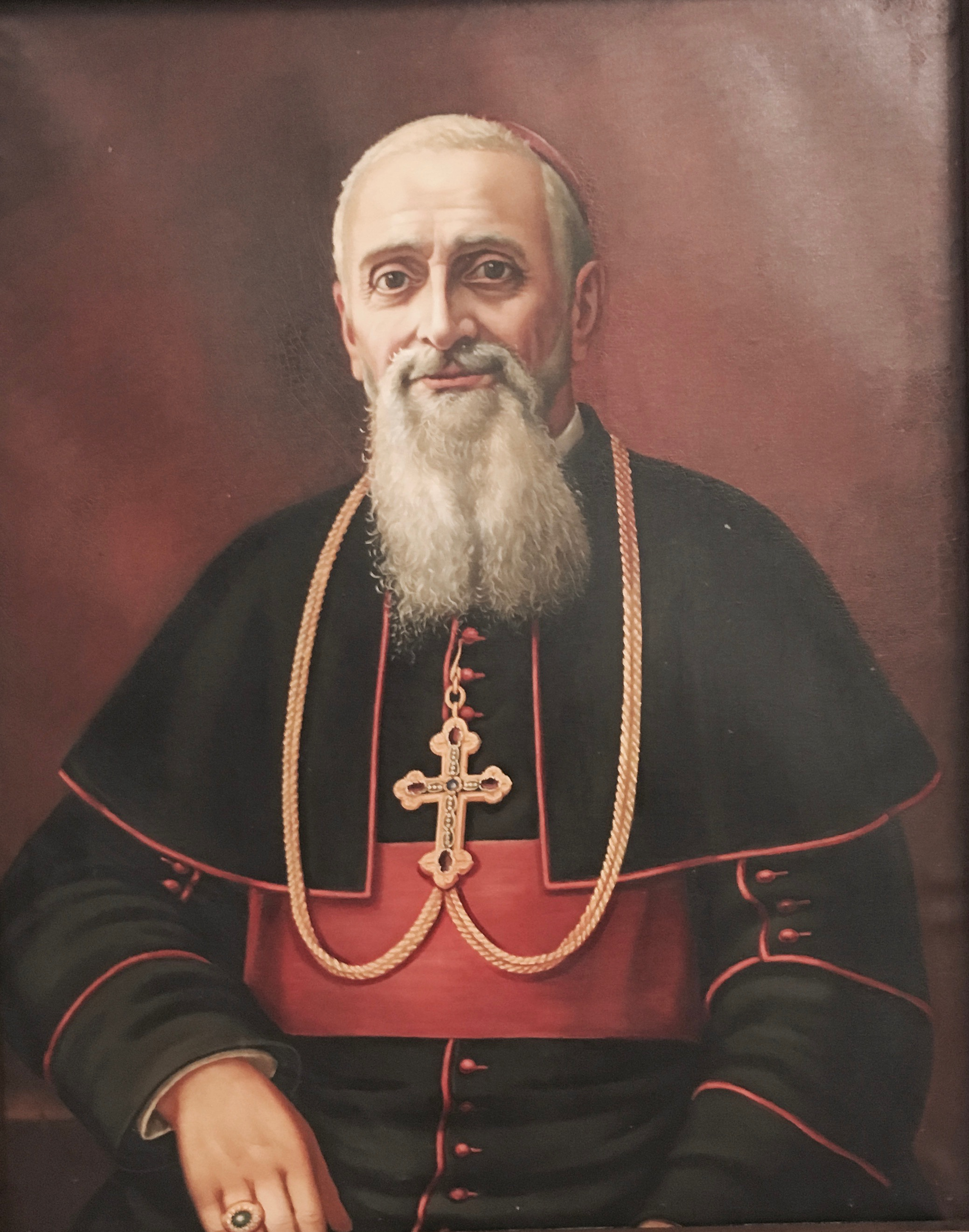
Patriarch Luigi Barlassina (Porträt im Lateinischen Patriarchat von Jerusalem)

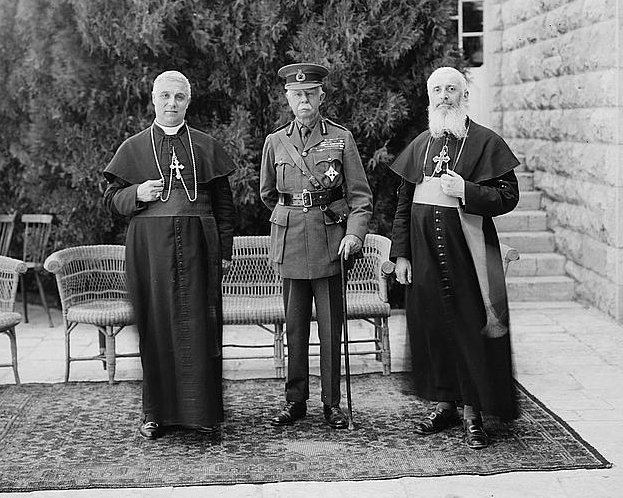
Luigi Barlassina (rechts) mit Alessio Ascalesi und Herbert Plumer bei einem Empfang am 11. August 1926

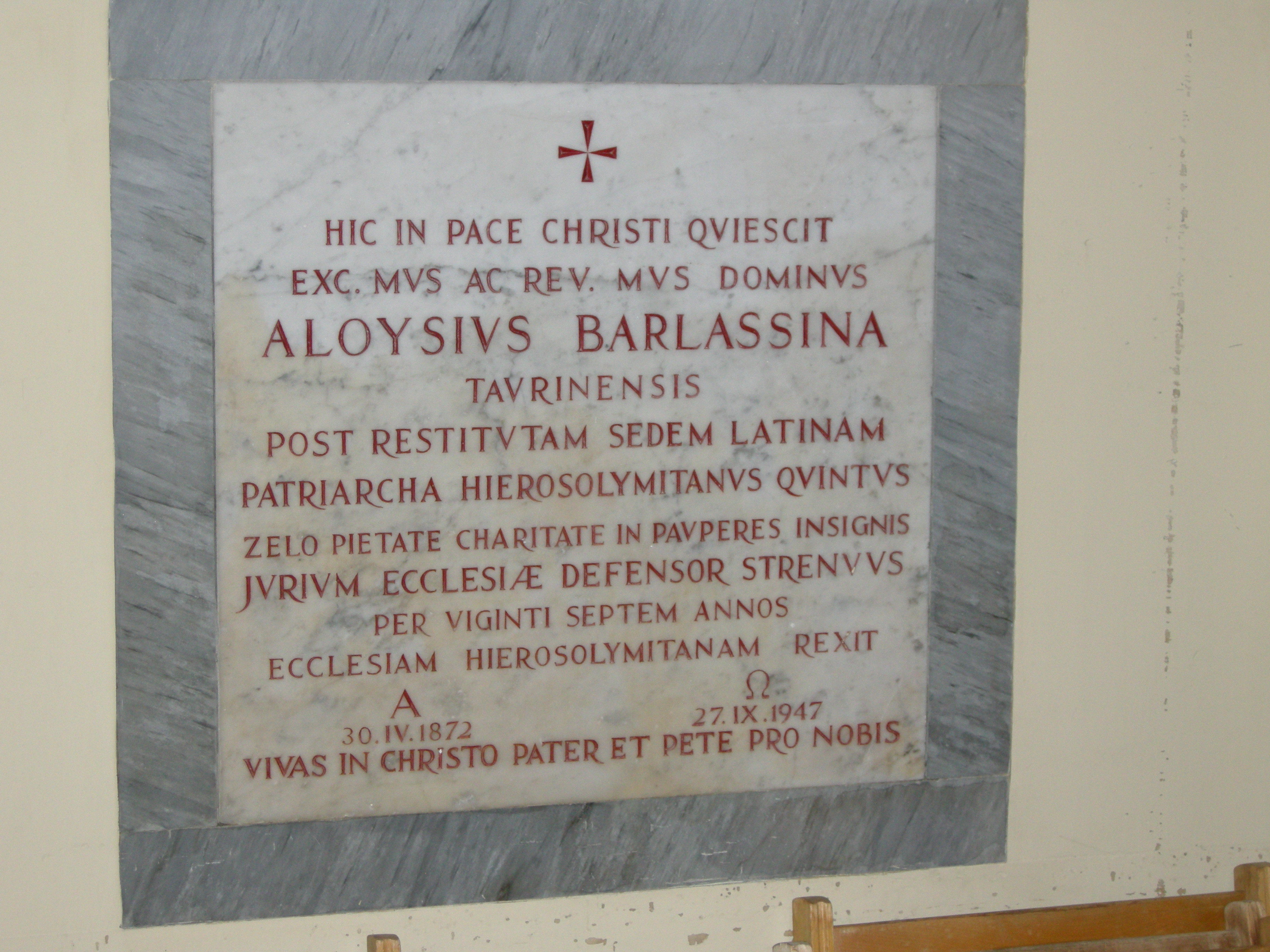
Epitaph für Luigi Barlassina in der Patriarchengrablege in der Krypta der Konkathedrale vom Allerheiligsten Namen Jesu

Luigi (Aloysius) Barlassina (* 30. April 1872 in Turin, Italien; † 27. September 1947) war Patriarch von Jerusalem.

## Leben
Barlassina empfing am 22. Dezember 1894 die Priesterweihe und promovierte in Theologie und Kirchenrecht. Er war 1911 Spiritual am Kolleg der Propaganda Fide in Rom und 1912 bis 1918 Vicario Curato an der Lateranbasilika. Papst Benedikt XV. ernannte ihn 1918 zum Titularbischof von Capharnaum und bestellte ihn zum Weihbischof in Jerusalem. Die Bischofsweihe spendete ihm Basilio Kardinal Pompili am 8. September 1918 in Rom; Mitkonsekratoren waren Pietro Alfonso Jorio (Iorio), emeritierter Erzbischof von Tarent, und Americo Bevilacqua, emeritierter Bischof von Alatri. 1919 Apostolischer Administrator von Jerusalem, wurde er 1920 durch Papst Pius XI. zum Patriarchen von Jerusalem, dem einzigen Lateinischen Patriarchen im Osten, ernannt.
Luigi Barlassina begründete 1927 das Kloster Deir Rafat und den Wallfahrtsort zu Ehren Marias, der Königin von Palästina.
Von 1928 bis zu seinem Tode 1947 war er zudem Rektor und ständiger Administrator des Ritterordens vom Heiligen Grab zu Jerusalem (allerdings nicht Großmeister).